# Działo polowe

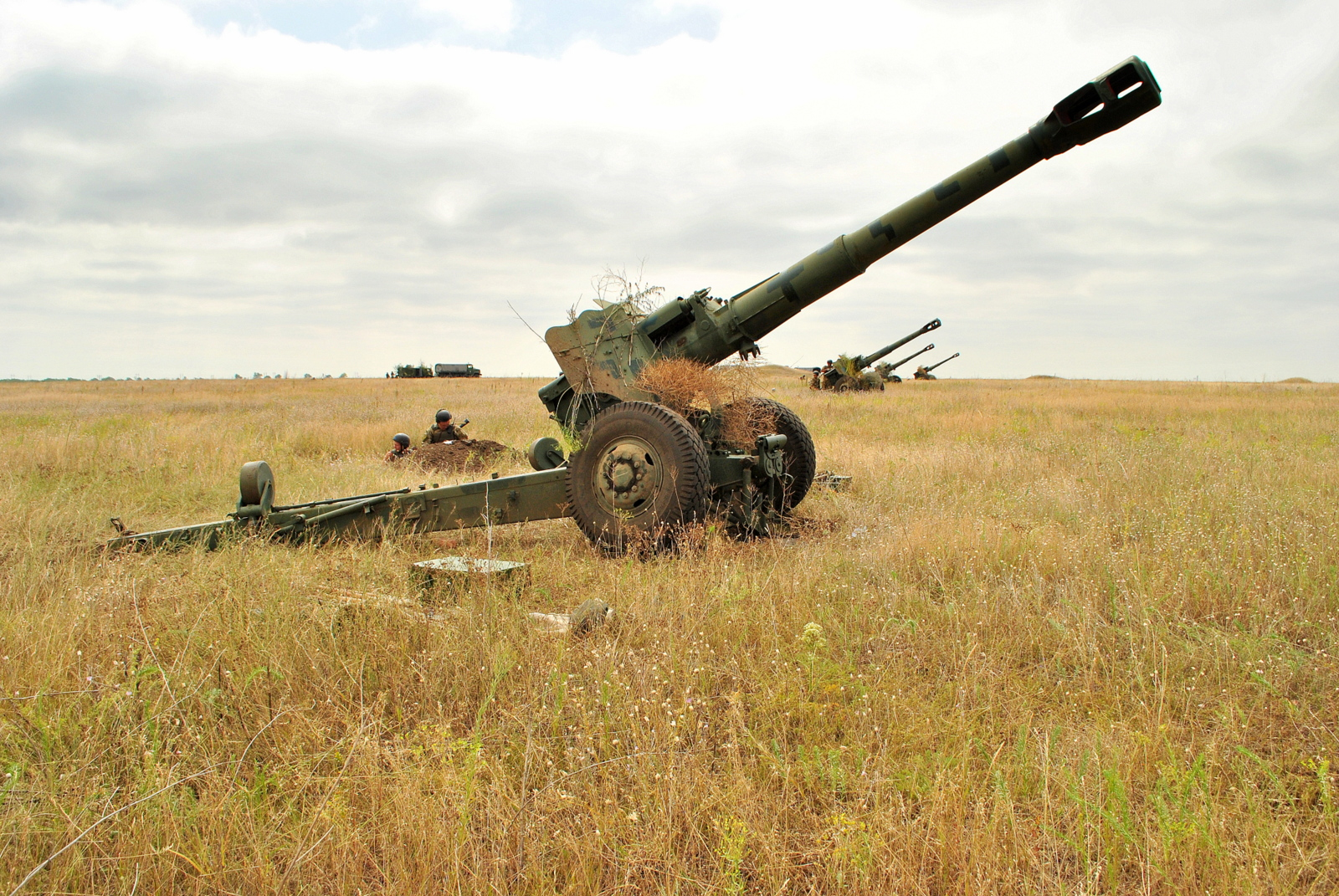
Holowana haubicoarmata D-20 wykorzystywana w charakterze działa polowego

Działo polowe – działo ogólnego przeznaczenia, wykorzystywane najczęściej do zwalczania celów żywych, środków ogniowych oraz artylerii przeciwnika. W przeciwieństwie do dział specjalnych (np. przeciwpancernych, przeciwlotniczych) działa polowe mają bardziej uniwersalne zastosowanie